# Protopterus dolloi
Protopterus dolloi is een kwastvinnige vissensoort uit de familie van de Afrikaanse longvissen (Protopteridae). De wetenschappelijke naam van de soort is voor het eerst geldig gepubliceerd in 1900 door George Albert Boulenger.